# 河内良弘
河内良弘（日语：／ Kawachi Yoshihiro，1928年8月20日－）是一位日本历史学者。京都大学名誉教授、天理大学名誉教授、黑龙江大学满族语言文化中心荣誉教授。因编纂《满洲语辞典》获日本学士院奖。专攻东洋史，尤其是东北亚史。从事关于满洲族的研究。

## 生平
1928年生于佐贺县武雄市。1945年毕业于佐贺县唐津市唐津中学。1949年毕业于（旧制）佐贺高等学校。1950年至1951年间于千叶县成田町立中学校（今成田市立成田中学校）任教谕。1954年毕业于京都大学文学部东洋史学科，并于1959年在该校完成博士课程。
1973年任天理大学教授。1985年任京都大学文学部教授。1992年达到退休年龄后，成为京都大学名誉教授并在天理大学任教授。1999年自天理大学正式退休，成为天理大学名誉教授。2014年任黑龙江大学满族语言文化中心荣誉教授。2016年获得日本学士院奖。

## 《满洲语辞典》的编纂
河内良弘在博士毕业后曾前往美国印第安纳大学教授满语。当时并没有英文的满语语法书，辞典也仅有1937年编写的《满和辞典》的英文翻译版。河内在这部词典的基础上，将语法和例句翻译为英语用于授课。
在京都大学任教期间，河内就已经在暑假期间自费前往中国收集资料。因为经费紧张他曾向日本政府申请经费，然而未获支持。后来靠丰田集团的资助得以坚持研究。在编写过程中需要用到满文输入法和文字处理软件，河内得到了香川大学本田道夫教授的帮助得以实现。经过长期努力，收录词条约5万，共1200页的《满洲语辞典》终于在2016年自费发行，并为河内带来了日本学士院奖的殊荣。

## 著作
-  同朋舍出版，1992年
-  京都大学学术出版会，1996年

### 编著
-  与清濑义三郎则府（日语：清瀬義三郎則府）合著，京都大学学术出版会，2002年
-  松香堂书店，2014年

### 译著
-   译注，平凡社，东洋文库，1971年
-  译注、编著，松香堂书店，2010年

## 论文
- Cinii